# 国鉄3165形蒸気機関車
3165形は、かつて日本国有鉄道の前身である鉄道省に在籍したタンク式蒸気機関車である。

## 概要
本形式は、中国鉄道の6形（10）で、1944年（昭和19年）6月1日付けで同鉄道が戦時買収されたことにより、鉄道省籍を得たものである。国有化に際して、3165形（3165）と改番された。軸重の大きさや火格子形状の問題から使いづらい機関車であったようで、私鉄時代の晩年から国有化後にかけては休車状態で、ほとんど使用されていなかった。1948年（昭和23年）に廃車となった。
この機関車は1910年（明治43年）、ドイツのハノーファー機械製作所で1両（製造番号5835）を製造した、車軸配置2-6-2(1C1)の2気筒単式の飽和式タンク機関車である。大きさは3170形に比肩するものであったが、側水槽が大きくて背が高く、火室は狭火室で台枠の内側に収められていたため、2m2にも及ぶ火格子は細長くなり、約2.2mもの投炭が必要であった。
この機関車は、1904年（明治37年）に汽車製造が台湾総督府鉄道向けに製造したタンク機関車（50形）との類似性が指摘されており、中国鉄道が汽車製造に仕様書を出させ、価格の面からドイツ製としたのでないかとの説もある。そのせいか、ドイツ製としては珍しく弁装置はスチーブンソン式アメリカ型である。

## 主要諸元
- 全長 : 11,509mm
- 全高 : 3,683mm
- 全幅 : 2,489mm
- 軌間 : 1,067mm
- 車軸配置 : 2-6-2(1C1)
- 動輪直径 : 1,245mm
- 弁装置 : スチーブンソン式アメリカ型
- シリンダー（直径×行程） : 406mm×559mm
- ボイラー圧力 : 11.2kg/cm2
- 火格子面積 : 1.99m2
- 全伝熱面積 : 93.03m2
  - 煙管蒸発伝熱面積 : 84.80m2
  - 火室蒸発伝熱面積 : 8.23m2
- 小煙管（直径×長サ×数） : 45mm×3,320mm×198本
- 機関車運転整備重量 : 52.17t
- 機関車空車重量 : 39.76t
- 機関車動輪上重量（運転整備時） : 35.97t
- 機関車動輪軸重（第2動輪上） : 12.14t
- 水タンク容量 : 6.82m3
- 燃料積載量 : 2.12t
- 機関車性能
  - シリンダ引張力（0.85P）: 7,050kg
- ブレーキ方式 : 手ブレーキ、真空ブレーキ